# Gilia austrooccidentalis
Gilia austrooccidentalis är en blågullsväxtart som först beskrevs av A. och V. Grant, och fick sitt nu gällande namn av A. och V. Grant. Gilia austrooccidentalis ingår i släktet gilior, och familjen blågullsväxter. Inga underarter finns listade i Catalogue of Life.